# Matrimonio a prima vista Italia (prima edizione)
La prima edizione del reality show Matrimonio a prima vista Italia è andata in onda in prima serata su Sky Uno dal 19 maggio al 16 giugno 2016 per nove puntate con la presenza di tre esperti: Mario Abis (come sociologo), Nada Loffredi (come sessuologa) e Gerry Grassi (come psicoterapeuta).

## I partecipanti
| Coppia | Coppia           | Età     | Professione    | Decisione Finale |
| n°     | Sposi            | Età     | Professione    | Decisione Finale |
| ------ | ---------------- | ------- | -------------- | ---------------- |
| 1      | Lara Ruggiero    | 36 anni | Impiegata      | Divorziati       |
| 1      | Marco Zanetti    | 37 anni | Rappresentante | Divorziati       |
| 2      | Alessandra Raza  | 31 anni | Commessa       | Divorziati       |
| 2      | Andrea Pagano    | 30 anni | Avvocato       | Divorziati       |
| 3      | Annalisa Meliota | 27 anni | Studentessa    | Divorziati       |
| 3      | Fabrizio Fiori   | 41 anni | Commerciante   | Divorziati       |

## Ascolti
| Puntata | Messa in onda  | Telespettatori | Share |
| ------- | -------------- | -------------- | ----- |
| 1       | 19 maggio 2016 | 164.000        | 0,62% |
| 2       | 19 maggio 2016 | 228.000        | 0,69% |
| 3       | 26 maggio 2016 | 263.000        | -     |
| 4       | 26 maggio 2016 | 284.000        | -     |
| 5       | 2 giugno 2016  | 280.000        | 1,15% |
| 6       | 2 giugno 2016  | 270.000        | 1,26% |
| 7       | 9 giugno 2016  | 320.000        | -     |
| 8       | 9 giugno 2016  | 365.000        | -     |
| 9       | 16 giugno 2016 | 115.000        | -     |
| Media   | Media          | 254.000        | 0,93% |